# Ipermercato

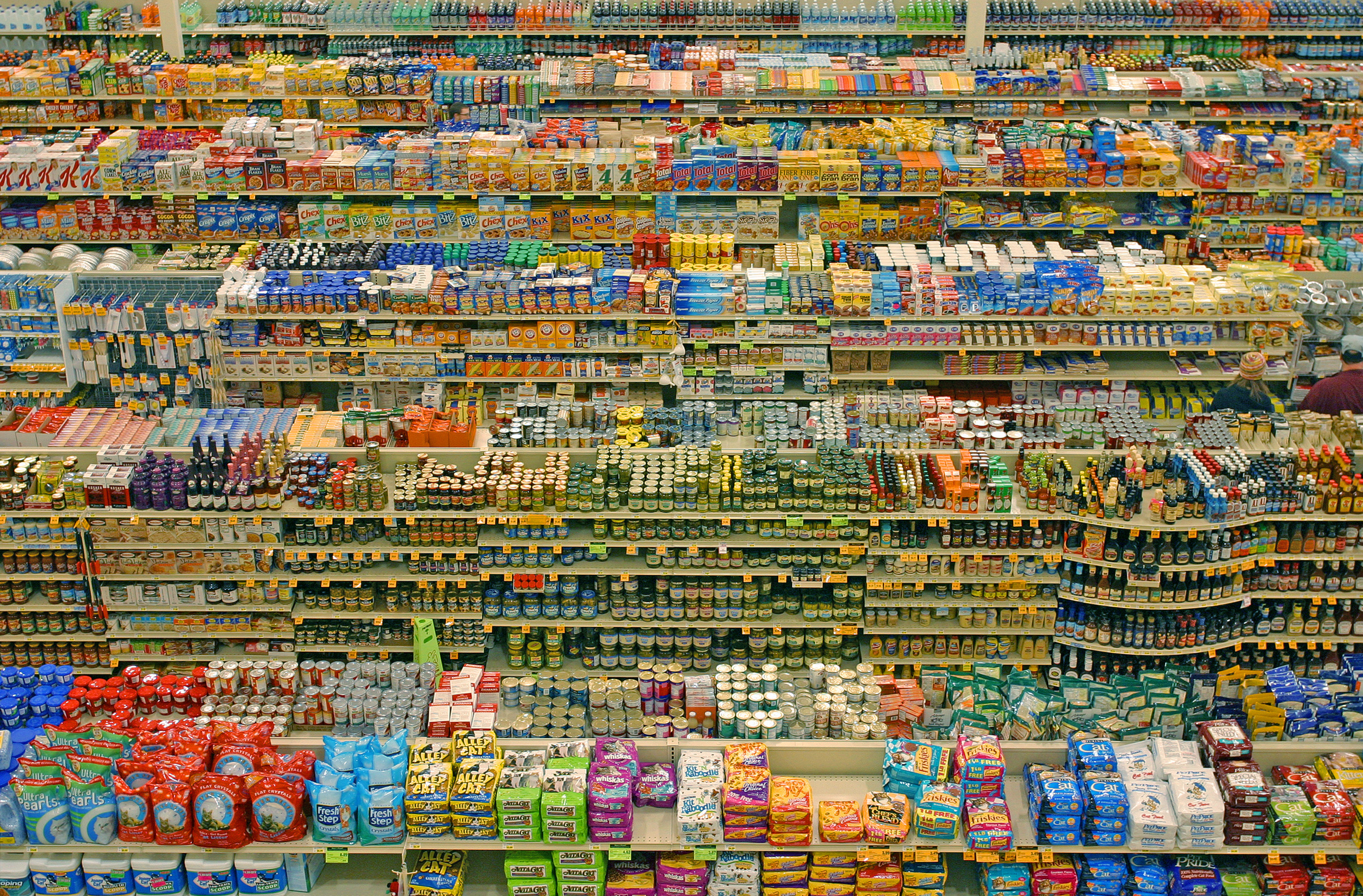
Ipermercato Fred Meyer a Portland

L'ipermercato rappresenta una tipologia di operatore della grande distribuzione organizzata (GDO). È caratterizzato da un'area attrezzata per la vendita al dettaglio con superficie di vendita superiore ai 2500 m².

## Dimensioni e prodotti
Con l'aumento esponenziale delle superfici degli ipermercati, questi sono oggi stati suddivisi in sotto-categorie: dai 2 500 ai 4 000 m² si parla di mini-iper, tra i 4 000 e i 10 000 m² si parla di ipermercati propriamente detti, oltre i 10 000 m² si parla di grandi ipermercati (o megastore). Il formato mini-iper si sovrappone parzialmente per metratura al formato superstore (1 500-3 000/3 500 m²): a differenziare i due formati è il differente peso e articolazione del settore non food (diverso dal cibo).
L'ipermercato si contraddistingue per l'ampio assortimento di scelta ed è composto di generi alimentari e non. Se l'ipermercato vende solamente prodotti alimentari e detersivi viene definito "iperalimentare".
Nella tendenza attuale si vanno sviluppando assortimenti con beni di consumo semidurevoli (non food), quali prodotti di elettronica come impianti stereo, televisioni, radio, elettrodomestici, computer, oggetti legati alla telefonia. Dopo la scomparsa delle videoteche, l'ipermercato è l'unico luogo in cui è possibile acquistare prodotti home video se non si ha la possibilità di fare acquisti online.
Spesso nella struttura è compreso anche un rilevante numero di altri negozi (galleria) che offrono assortimenti differenziati per qualità o prezzo. In tale caso si parla di centro commerciale o outlet.
Il primo ipermercato d'Italia è stato inaugurato nel settembre 1971 dalla Montedison a Castellanza (VA) con insegna "maxi STANDA". Oggi è un ipermercato Il Gigante.

### Grandezze
Il Walmart Supercenter medio copre circa 16.500 m2 (178.000 piedi quadrati), con i più grandi che coprono 24.000 m2 (260.000 piedi quadrati). Un tipico ipermercato Carrefour copre ancora 10.000 m2 (110.000 piedi quadrati), mentre la tendenza europea negli anni 2000 si è rivolta piuttosto verso ipermercati più piccoli da 3.000 a 5.000 m2 (da 32.000 a 54.000 piedi quadrati). In Francia, l'INSEE definisce gli ipermercati (francese: hypermarché/s) come mercati non specializzati con una dimensione minima di 2.500 m2 (27.000 piedi quadrati).

## Ripartizione degli ipermercati per insegna in Italia (2023)
Nel giugno 2023 solo 14 insegne con superficie maggiore di 2 500 m² superano i 20 punti vendita e sono:
| Insegna              | Negozi | %       |
| -------------------- | ------ | ------- |
| Esselunga Superstore | 111    | 17,6%   |
| Ipercoop             | 107    | 16,9%   |
| Spazio Conad         | 80     | 12,7%   |
| Bennet               | 64     | 10,1%   |
| Carrefour            | 38     | 6,0%    |
| Conad Superstore     | 35     | 5,5%    |
| Il Gigante           | 33     | 5,2%    |
| Interspar            | 30     | 4,7%    |
| Coop                 | 25     | 4,0%    |
| Famila Superstore    | 24     | 3,8%    |
| Panorama             | 22     | 3,5%    |
| Coop Superstore      | 21     | 3,3%    |
| Coop.fi              | 21     | 3,3%    |
| Iper                 | 21     | 3,3%    |
| Totale               | 632    | 100,0 % |

## Storia

### Canada
Loblaws ha fondato la sua catena Real Canadian Superstore nel 1979. Vende principalmente generi alimentari, ma commercializza anche al dettaglio abbigliamento, elettronica e articoli per la casa. Il suo più grande concorrente in Canada è Walmart. Questi sono i due principali ipermercati canadesi.

### Europa
Il rivenditore belga Grand Bazar aprì tre ipermercati in un breve arco di tempo nel 1961 con il nome SuperBazar dopo che la legge belga che limitava le dimensioni dei grandi magazzini fu abolita nel gennaio 1961. Il primo SuperBazar, aperto a Bruges il 9 settembre 1961. Il grande magazzino non alimentare, tuttavia, copriva solo una superficie di 3.300 metri quadrati (36.000 piedi quadrati), e fu successivamente trasformato in un vero e proprio supermercato. Il negozio sostanzialmente più grande che ha aperto una settimana dopo ad Auderghem, Bruxelles, coprendo 9.100 m2 (98.000 piedi quadrati), è considerato più simile ad un ipermercato vero e proprio. È stato l'ingegnere belga per lo sviluppo del mercato Maurice Cauwe ad adottare questo modello dai suoi frequenti viaggi negli Stati Uniti, ispirandosi in particolare al centro "Grand Way" della Grand Union a Paramus, nel New Jersey.
Carrefour aprì il suo primo ipermercato nel 1963, a Sainte-Geneviève-des-Bois, in Francia, I cofondatori furono influenzati dagli insegnamenti del dirigente di marketing americano di origine colombiana Bernardo Trujillo, che insegnava formazione esecutiva come parte della campagna di marketing della società NCR Voyix.
In Francia, gli ipermercati sono generalmente situati nei centri commerciali (francese: centre commercial o centre d'achats) fuori città, anche se alcuni sono presenti nel centro città. Sono circondati da ampi parcheggi e in genere da altri ipermercati specializzati che vendono abbigliamento, attrezzature sportive, articoli automobilistici, ecc.
Dopo il successo dei supermercati e degli ipermercati e nel timore che i negozi più piccoli sarebbero stati costretti a chiudere l’attività, la Francia ha promulgato leggi che hanno reso più difficile la costruzione di ipermercati e hanno anche limitato la quantità di leva finanziaria che le catene di ipermercati possono imporre ai propri fornitori (la Loi Galland).

### Giappone
Il predecessore di Ito Yokado è stato fondato nel 1920 vendendo prodotti occidentali, è diventato pubblico nel 1957 e ha cambiato nome nel 1965. Seibu Department Stores è stato fondato nel 1956 e ha aperto la sua catena di alimentari Seiyu Group nel 1963. Isao Nakauchi ha fondato il primo Daiei a Kobe nel 1957, vendeva abbigliamento, elettronica, mobili e generi alimentari in un unico negozio. Jusco fu creato nel 1970 e alla fine divenne noto come ÆON.
In giapponese, gli ipermercati sono conosciuti come 総合スーパー (Sougou Suupaa, negozi di articoli generali). C'è una distinzione in giapponese tra スーパー (Super) e デパート (Dipartimento): i primi sono discount, mentre i secondi vendono abbigliamento di marca di lusso e molto spesso anche generi alimentari di fascia alta.
Gli ipermercati possono essere trovati nelle aree urbane così come nelle aree meno popolate. Il governo giapponese incoraggia l'installazione di ipermercati, poiché gli investimenti reciproci da parte di titoli finanziari sono un modo comune per gestire gli ipermercati. Gli ipermercati giapponesi possono contenere ristoranti, bancarelle di manga (fumetti giapponesi), Internet café, prodotti tipici dei grandi magazzini, una gamma completa di generi alimentari, saloni di bellezza e altri servizi, tutto nello stesso negozio. La tendenza è stata quella di combinare il concetto di negozio di varietà (detto anche ''dollar store'', ossia un negozio che vende articoli generici solitamente a prezzi fissi) con il progetto dell'ipermercato, dando origine alla "hyakkin plaza": hyakkin (百均) o hyaku en (百円) significa 100 yen (circa 1 dollaro USA).

### Stati Uniti
Fino agli anni '80, i grandi negozi che combinavano prodotti alimentari e non alimentari erano insoliti negli Stati Uniti, sebbene i primi predecessori esistessero sin dalla prima metà del XX secolo. Il termine stesso "ipermercato" è ancora usato raramente negli Stati Uniti.
La catena del Pacifico nordoccidentale Fred Meyer, ora una divisione della società di supermercati Kroger, aprì il primo centro commerciale one-stop suburbano nel 1931 nel distretto di Hollywood di Portland, Oregon. Le innovazioni del negozio includevano un negozio di alimentari accanto a una farmacia, oltre a un parcheggio interno e un servizio di rifornimento per le automobili. Nel 1933 fu aggiunto l'abbigliamento da uomo e da donna e negli anni successivi seguirono il reparto automobilistico, gli articoli per la casa e altri prodotti non alimentari. A metà degli anni '30, Fred Meyer aprì una panetteria centrale, una cucina per dolciumi, un impianto dedicato al gelato e uno per la fotofinitura, che riforniva i negozi dell'azienda a Portland e nelle città vicine con marchi propri come il pane Vita Bee e i dessert Hocus Pocus. e caramelle della Fifth Avenue. Negli anni '50, Fred Meyer iniziò ad aprire negozi da 4.200 a 6.500 m2 (da 45.000 a 70.000 piedi quadrati) e gli anni '60 videro i primi ipermercati Fred Meyer di dimensioni moderne.
La catena del Midwest (allora di generi alimentari) Meijer, che oggi gestisce circa 235 negozi in sei stati degli Stati Uniti, coniò il termine "super center" e aprì il primo dei suoi negozi in formato ipermercato a Grand Rapids, Michigan, nel giugno 1962. con il marchio "Thrifty Acres".
Tra la fine degli anni ’80 e l’inizio degli anni ’90, le tre principali catene di discount statunitensi – Walmart, Kmart e Target – iniziarono a sviluppare catene di formati simili. Wal-Mart (come era noto prima del rebranding della fine degli anni 2000, divenuto poi Walmart) ha introdotto Hypermart USA nel 1987, seguito da Wal-Mart Supercenter e Auchan nel 1988; Kmart ha aperto il suo primo Super Kmart (originariamente chiamato Kmart Super Center) nel 1991; e Target arrivarono con i primi negozi Target Greatland nel 1990, seguiti dai negozi SuperTarget più grandi nel 1995. La maggior parte dei negozi Greatland da allora sono stati convertiti in negozi SuperTarget, mentre alcuni sono stati convertiti in normali negozi Target con l'eccezione di 2 ingressi (un esempio di ciò è la località di Antioch, California).
All'inizio degli anni '90, anche gli ipermercati statunitensi iniziarono a vendere carburante. L'idea fu introdotta per la prima volta negli anni '60, quando un certo numero di catene di supermercati e rivenditori come Sears tentarono di vendere carburante, ma all'epoca non suscitò sufficiente interesse da parte dei consumatori. Nel 2011 c'erano circa 4.500 ipermercati negli Stati Uniti che vendono carburante, che rappresentano circa 14 miliardi di galloni americani (53 miliardi di litri) venduti ogni anno.

### Australia
In Australia, gli ipermercati raggiunsero il loro apice negli anni '80. Ciò era particolarmente diffuso durante l'era dei negozi Pick n Pay di proprietà sudafricana e di un formato ormai fuori produzione di negozi Kmart Australia noto come Super Kmart. Questa tendenza nel mercato australiano perse presto il suo fascino negli anni '90. I negozi Super Kmart furono chiusi e nella sede precedente furono aperti i supermercati Coles e i negozi Kmart. Pick n Pay ha continuato ad operare in Australia fino agli anni 2000, quando le loro sedi ad Aspley e Sunnybank Hills sono state convertite in supermercati Coles e grandi magazzini Kmart.
A partire dal 2022, l'unico ipermercato o Big-Box Store operativo in Australia sono i magazzini all'ingrosso Costco con attualmente tredici negozi in Australia: quattro negozi a Melbourne, tre negozi a Sydney, due negozi a Brisbane e un negozio ciascuno a Newcastle, Canberra, Adelaide. e Perth, con la costruzione in corso del quattordicesimo negozio nella Gold Coast del Queensland. C'erano piani per la società tedesca di ipermercati Kaufland di aprire negozi in Australia annunciati nel 2019; questi piani sono stati annullati nel 2020.

### Iran
Gli ipermercati non esistevano in Iran fino al 2009 (1388 ه.ش.). Prima esistevano alcuni ipermercati locali, ma le filiali internazionali erano inesistenti. Nonostante il loro arrivo tardivo, gli ipermercati in Iran hanno raggiunto un livello di crescita significativo. La prima filiale è stata aperta a Teheran con il nome di Iran Hyperstar grazie alla collaborazione tra Carrefour e il gruppo Majid Al Futtaim con sede negli Emirati Arabi Uniti. La Emirati Holding è il principale azionista con circa il 75% delle azioni della società. Nuove filiali furono aperte dopo che il primo negozio di Iran Hyperstar ebbe un relativo successo. Ora sono state stabilite altre filiali a Teheran, Isfahan, Shiraz, Mashhad, Ahvaz, eccetera.

## Futuro
Nonostante il suo successo, secondo analisti come Sanjeev Sanyal, Global Strategist di Deutsche Bank, il modello di business dell'ipermercato potrebbe essere minacciato dallo shopping online e dallo spostamento verso la personalizzazione. Sanyal ha sostenuto che alcuni paesi in via di sviluppo come l'India potrebbero omettere la fase dell'ipermercato e puntare direttamente sull'online.

## Club di magazzino
Un'altra categoria di negozi a volte inclusa in quella degli ipermercati sono i club di magazzino all'ingrosso (Warehouse club) con abbonamento che sono popolari in Nord America, introdotti da Fedco e che oggi includono Sam's Club, una divisione di Walmart; Costco, di cui Carrefour possedeva alcune azioni dal 1985 al 1996; BJ's Wholesale Club sulla costa orientale; e Clubes City Club in Messico. In Europa, Makro (di proprietà di METRO AG) è leader del mercato.
Tuttavia, i club di magazzino differiscono dagli ipermercati in quanto hanno un arredamento interno scarso e richiedono un'iscrizione a pagamento. Inoltre, i club di magazzino solitamente vendono pacchi più grandi e hanno meno scelte in ciascuna categoria di articoli.